# Lumbala Nguimbo
Lumbala Nguimbo (auch Lumbala N'guimbo) ist eine Kleinstadt im Osten Angolas. Gelegentlich wird die Stadt auch Bundas genannt, nach dem Landkreis, dessen Hauptort sie ist.

## Geschichte
Unter der portugiesischen Kolonialverwaltung hieß der Ort Vila Gago Coutinho, nach dem portugiesischen Offizier, Seefahrer und Historiker Gago Coutinho (1869–1959), der als erster Überflieger der Südatlantikroute bekannt wurde. Nach der Unabhängigkeit Angolas 1975 wurde der portugiesische Ortsname durch die heutige Bezeichnung ersetzt.

## Verwaltung
Lumbala Nguimbo ist Sitz einer gleichnamigen Gemeinde (Comuna) im Landkreis (Município) von Bundas, in der Provinz Moxico. Die Gemeinde hat etwa 4000 Einwohner (Schätzung 2013). Die Volkszählung 2014 sollte fortan für gesicherte Bevölkerungszahlen sorgen.

## Verkehr
Der Flughafen Lumbala liegt am östlichen Rand des Ortes und hat den IATA-Flughafencode GGC.